# My Dream (Thea Garrett)
 For alternative betydninger, se My Dream. (Se også artikler, som begynder med My Dream)
"My Dream" er en sang, skrevet af Jason Cassar og Sunny Aquilina, og fremført af Thea Garrett.

## Eurovision Song Contest 2010
Sangen repræsenterede Malta i Eurovision Song Contest 2010, men gik dog ikke videre fra første semifinale.
| Musik | Spire Denne musikartikel er en spire som bør udbygges. Du er velkommen til at hjælpe Wikipedia ved at udvide den. |